# Учали (село)
Учали́ (рос. Учалы, башк. Учалы) — село у складі Учалинського району Башкортостану, Росія. Адміністративний центр Учалинської сільської ради.
Населення — 6049 осіб (2010; 6102 в 2002).
Національний склад:
- башкири — 78%